# Fokker V.7
El Fokker V.7 era un prototipo de avión de combate alemán de la Primera Guerra Mundial en un intento de mejorar el Fokker Dr.I utilizando el experimental Siemens-Halske Sh.III, con un motor rotativo de doble efecto. Un rotativo de doble efecto implicaba que el cigüeñal girara en un sentido y el cárter en el otro. Para aprovechar la mayor potencia y el mayor número de revoluciones, el avión tenía una hélice de cuatro palas de mayor diámetro que el Dr.I. Esto requería un tren de aterrizaje más largo. El fuselaje trasero tuvo que ser ampliado para compensar el mayor peso del motor. Se construyeron cuatro aviones V.7. 
El tipo V.7/I estuvo en la competición de vuelo de caza en enero de 1918. El rendimiento del V.7 era excepcional, pero el motor no estaba listo para el servicio. El Fokker V.7/I se convirtió en un Fokker Dr.I.
El V.7/II estaba propulsado por un motor Gnome de 119 kW (160 CV). 
El V.7/III utilizó el Goebel Goe.III de 130 kW (170 CV), y aunque el rendimiento fue excelente, el Goe.III no estaba más preparado para el combate que el Sh.III del V.7/I.
El V.7/IV se suministró sin motor a la empresa MAG de Austria-Hungría. El MAG lo equipó con una Steyr rotativa de 108 kW (145 CV). La aeronave estaba destinada a competir en el vuelo de caza Austria-Hungría en julio de 1918, pero los daños causados por un percance de aterrizaje le hicieron perder la competición.
- Datos: Q4243681
- Multimedia: Fokker V.7 / Q4243681